# 네덜란드 우크라이나-유럽 연합 협력 협정 국민투표
네덜란드 우크라이나-유럽 연합 협력 협정 국민투표는 2016년 4월 6일에 우크라이나와 유럽 연합 사이에 체결된 협력 협정의 비준 여부를 묻기 위해 네덜란드에서 실시된 국민투표이다.
이 국민투표는 법적 구속력이 없는 자문성 국민투표로서 투표율이 30% 이상을 기록하면 법적으로 유효한 투표가 된다. 2015년 7월 1일을 기해 시행된 네덜란드의 《자문성 국민투표에 관한 법률》(네덜란드어: Wet raadgevend referendum)에 의해 실시된 최초의 국민투표이기도 하다.
투표 결과 32.28%의 투표율을 기록하여 법적으로 유효한 투표가 되었으며 투표에 참여한 유권자 가운데 61%가 협력 협정 비준에 반대하면서 부결되었다.

## 배경
2015년에 네덜란드의 입법부인 스타텐 헤네랄이 우크라이나-유럽 연합 협력 협정을 비준했다. 협정 비준안은 2015년 7월 8일에 네덜란드의 빌럼알렉산더르 국왕의 재가를 통해 승인되었다. 비준 과정에서 자유민주국민당, 노동당, 민주66, 기독교민주당 아펠, 기독교연합당, 녹색 좌파, 개혁당, 50플러스는 비준에 찬성했지만 사회당, 자유당, 본터스/판 클라베런 그룹, 동물당은 비준에 반대했다.
한편 정치 단체인 헤인페일(GeenPeil)과 인터넷 웹사이트 헤인스테일(GeenStijl)은 우크라이나-유럽 연합 협력 협정 비준의 찬반 여부를 묻는 국민투표 실시를 요구하는 청원 운동을 전개했다. 청원 운동을 벌인 결과 예비 청원 서명자는 14,441명, 유효한 예비 청원 서명자는 13,480명을 기록했고 최종 청원 서명자는 472,849명, 유효한 최종 청원 서명자는 427,939명을 기록했다. 이는 국민투표 실시에 필요한 네덜란드의 법적 청원자 수(예비 청원 서명자 10,000명 이상, 최종 청원 서명자 300,000명 이상)를 충족하는 인원이었다.
네덜란드 선거 평의회는 2015년 10월 14일에 국민투표 실시를 요구하는 청원에 서명한 인원이 법적 요건을 충족했음을 확인했다. 네덜란드 국민투표위원회는 2015년 10월 29일에 국민투표 실시 일자를 2016년 4월 6일로 정했다.

## 결과
| \| 네덜란드 우크라이나-유럽 연합 협력 협정 국민투표 \| 네덜란드 우크라이나-유럽 연합 협력 협정 국민투표 \| 네덜란드 우크라이나-유럽 연합 협력 협정 국민투표 \| 네덜란드 우크라이나-유럽 연합 협력 협정 국민투표 \| \| 선택 \| 득표수 \| 득표율 \| \| \| ------------------------------------------------ \| ------------------------------------------------ \| ------------------------------------------------ \| ------------------------------------------------ \| \| 반대 \| 2,509,395 \| 61.49% \| \| \| 찬성 \| 1,571,874 \| 38.51% \| \| \| 백지 투표 \| 32,344 \| 0.79% \| \| \| 유효표 \| 4,113,613 \| 99.08% \| \| \| 무효표 \| 38,000 \| 0.92% \| \| \| 총 득표수 \| 4,151,613 \| 100.00% \| \| \| 등록된 유권자 수/투표율 \| 12,862,658 \| 32.28% \| \| - 말레이시아 항공 17편 격추 사건 |            |         |
| 네덜란드 우크라이나-유럽 연합 협력 협정 국민투표 |            |         |
| 선택 | 득표수     | 득표율  |
| 반대 | 2,509,395  | 61.49%  |
| 찬성 | 1,571,874  | 38.51%  |
| 백지 투표 | 32,344     | 0.79%   |
| 유효표 | 4,113,613  | 99.08%  |
| 무효표 | 38,000     | 0.92%   |
| 총 득표수 | 4,151,613  | 100.00% |
| 등록된 유권자 수/투표율 | 12,862,658 | 32.28%  |